# Partizanska cesta (Maribor)

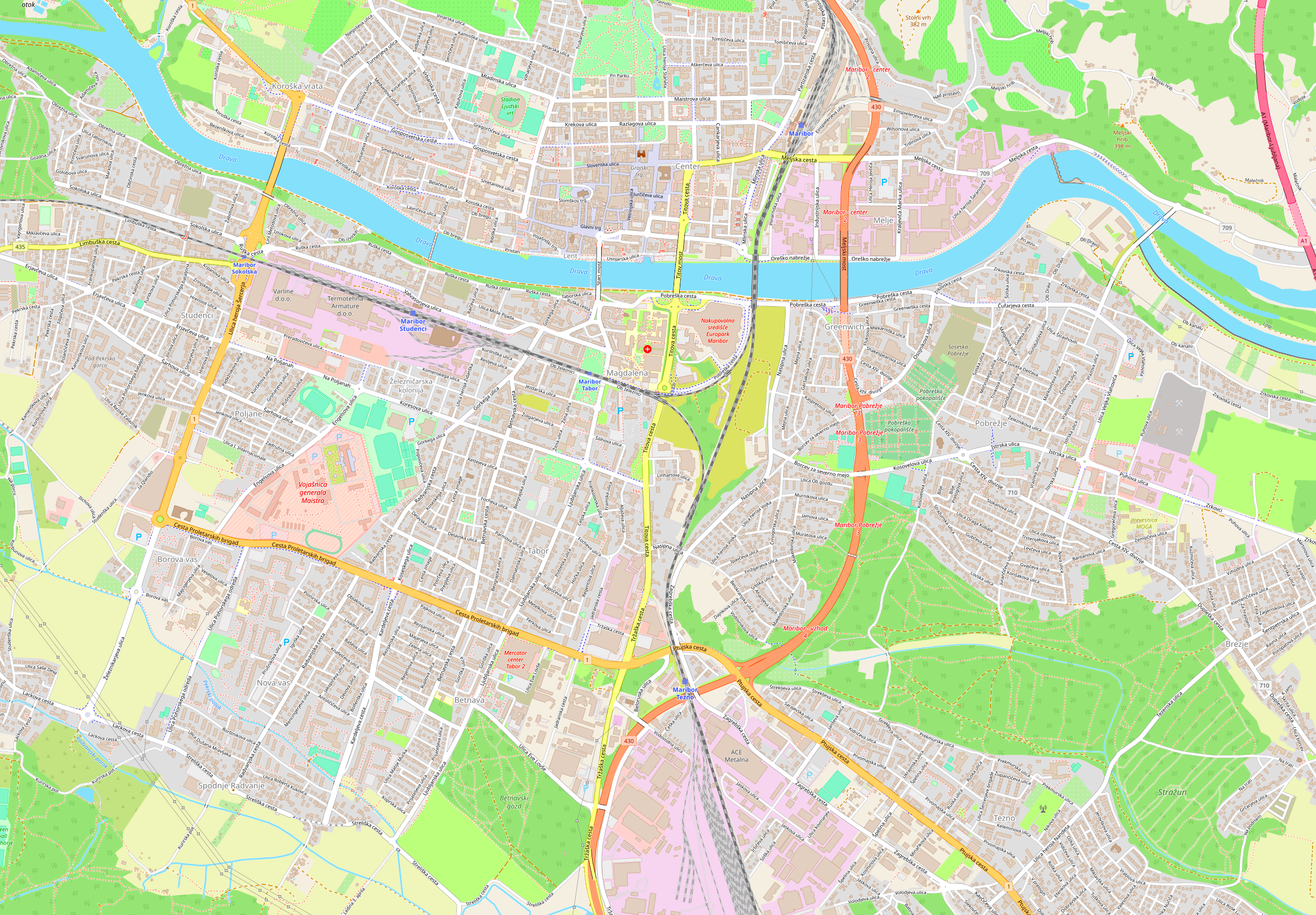

Partizanska cesta (Straße der Partisanen) ist der Name einer Straße in Maribor, Slowenien.

## Geschichte
Die Straße folgt in Teilen dem Verlauf der bereits 1325 Neugasse genannten Straße, die ab Mitte des 18. Jahrhunderts Grazer Straße hieß, ab den 70er Jahren des 19. Jahrhunderts und von 1941 bis 1945 Tegetthoff-Straße (nach Wilhelm von Tegetthoff) sowie zwischen 1919 und 1941 Aleksandrova cesta  (nach Alexander I.). Der heutige Namen wurde nach dem Zweiten Weltkrieg vergeben.

## Lage
Die Straße beginnt am südöstlichen Ende des Trg svobode, verläuft zunächst nach Osten und dann, parallel zur Eisenbahn,  nach Norden bis zur Einmündung in die Šentiljska cesta. 

## Abzweigende Straßen
Die Partizanska cesta berührt folgende Straßen und Orte (von Westen nach Norden): Ulica Vita Kraigherija, Titova cesta, Prešernova ulica, Cankarjeva ulica, Ulica heroja Šlandra, Cafova ulica, Mlinska ulica, Meljska ulica, Trg Borisa Kidriča, Kopitarjeva ulica, Veluščkova ulica, Tomšičeva ulica, Vrvarska ulica.

## Bauwerke und Einrichtungen
- Basilika Mutter der Barmherzigkeit
- Touristeninformation Maribor, Partizanska cesta 6a[6]
- Boris-Kidrič-Platz[7]
- Bahnhof Maribor